# Paola Dionisotti
Paola Dionisotti (1946) es una actriz italiana muy activa en la televisión británica.

## Carrera
Es conocida por sus papeles de Lady Patricia Broughall en Forever Green y de la Tía Nicholls en Harbour Lights, también tuvo papeles notables en Miss Marple y Midsomer Murders. Es conocida por su papel de Lady Anya Waynwood en la serie Game of Thrones. En el teatro, es conocida por sus papeles en obras de Shakespear. Protagonizó la obra de Michael Bogdanov de 1978 bajo una producción de Royal Shakespeare Company, The Taming of the Shrew en Aldwych. En 2014, hizo de la Señora Quickly en la aclamada Enrique IV Parte 1 y 2.

## Filmografía parcial
| Año  | Título                                               | Papel             |
| ---- | ---------------------------------------------------- | ----------------- |
| 1978 | The Sailor's Return                                  | Lucy Sturmey      |
| 1983 | Fords on Water                                       | Madre de Eddie    |
| 1998 | The Tichborne Claimant                               | The Dowager       |
| 1998 | Vigo                                                 | Marie             |
| 2000 | Come and Go                                          | Flo               |
| 2001 | Intimacy                                             | Amanda            |
| 2004 | Love's Brother                                       | Nonna             |
| 2010 | Agatha Christie: Poirot Episodio: "Hallowe'en Party" | Madre Goodbody    |
| 2010 | My Mother's Coat                                     | Narradora         |
| 2012 | Cheerful Weather for the Wedding                     | Mrs Whitstable    |
| 2016 | Florence Foster Jenkins                              | Baronesa Le Feyre |